# 貝納坎蒂爾山
38°21′N 28°41′W / 38.350°N 28.683°W

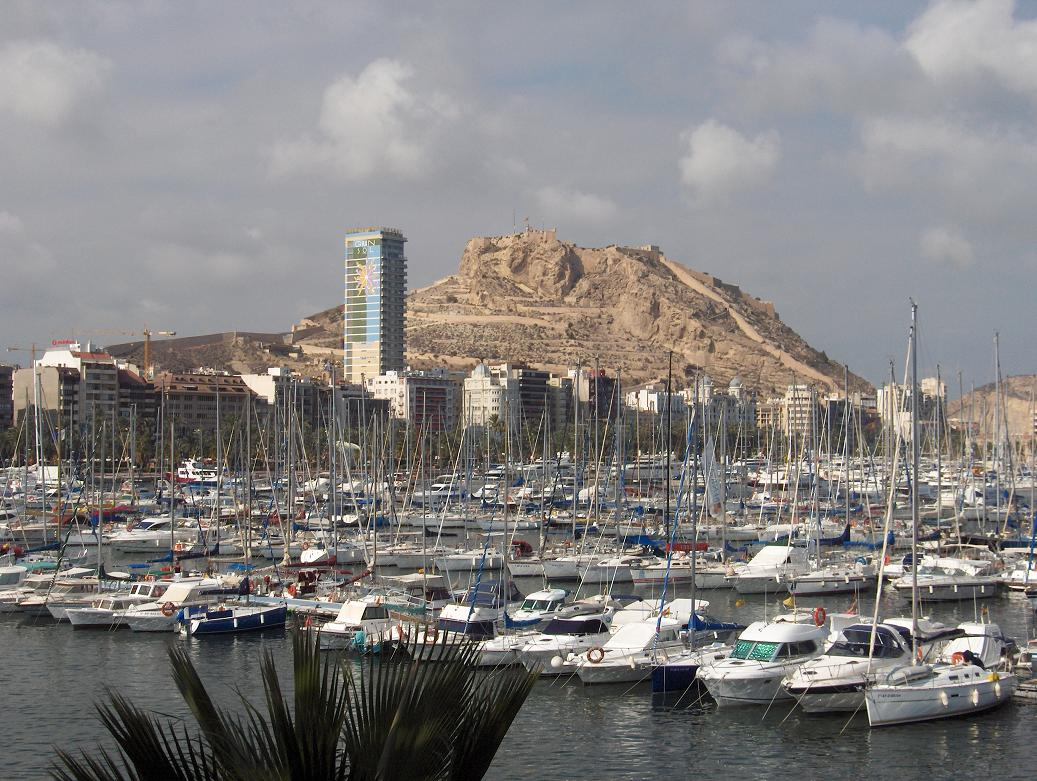

貝納坎蒂爾山（西班牙語：Benacantil）是西班牙的山峰，位於該國東部華倫西亞自治區的阿利坎特省，屬於普雷貝蒂科山脈的一部分，俯瞰阿利坎特，海拔高度169米。